# Дельфины (песня)
«Дельфины» — песня со второго студийного альбома российской группы «Мумий Тролль», записанного в 1997 году в Лондоне.

## История создания
Текст песни был навеян выражением I’ve got you under my skin, которое «запало в душу» Илье Лагутенко во время его поездки в Лондон для записи альбома «Икра». Английские слова превратились в русское «мне под кожу бы», что в результате и послужило основой для будущего музыкального произведения.
В той же студии, где на тот момент велась работа над альбомом, было записано видео с исполнением песни, в завершении которого Илья говорит: «Может, слова отредактировать, чтоб лишних не было?» Однако первоначальный текст всё же был сохранён.

## Совместные исполнения
В 2021 году Илья Лагутенко исполнил песню «Дельфины» совместно с группой Therr Maitz.

## Кавер-версии
Песню воспроизводили различные музыкальные коллективы. «Дельфины» неоднократно исполняла на своих концертах Земфира. Кроме того, работу перепела на родном языке корейская группа Infinity Of Sound.

## Клип
В 1998 году на песню «Дельфины» появился клип режиссёра Михаила Хлебородова, завоевавший приз фестиваля «Поколение-98». Вероятно, данная работа во многом способствовала росту популярности музыкальной композиции.

## Отзывы
«Дельфины» могут быть и не самой популярной песней «Мумий Тролля», но одной из — и на концертах преданные фанаты группы до сих пор поднимают в воздух надувных дельфинов — с другими песнями подобный трюк уже не повторить. Эта песня начисто лишена беспокойства, в ней присутствует какой-то фатализм: будь что будет, мне уже не важно.
— Афиша Daily